# Front Wyzwolenia Zachodniej Somalii

Flaga Frontu Wyzwolenia Zachodniej Somalii

Front Wyzwolenia Zachodniej Somalii (WSLF) – separatystyczne ugrupowanie rebelianckie walczące z wojskiem etiopskim o oderwanie Ogadenu od reszty Etiopii i przyłączenie do Somalii. Ugrupowanie aktywne było po wojskowym puczu w Etiopii z 1974 roku. W 1975 roku rozpoczęło zbrojną rebelię która w latach 1976-77 zaopatrywana była przez somalijski rząd Mohammeda Siad Barre. W lipcu 1977 roku chęć zbrojnego wsparcia działalności ugrupowania przez Somalii doprowadziła do wybuchu wojny w Ogadenie. Po klęsce armii somalijskiej, Front Wyzwolenia Zachodniej Somalii prowadził jedynie sporadyczne działania antyetiopskie.
W 1984 roku utworzony został Narodowy Front Wyzwolenia Ogadenu stanowiący kontynuację zbrojnego oporu somalijskiego w Etiopii.